# Hypoxis marginata
Hypoxis marginata là một loài thực vật có hoa trong họ Hypoxidaceae. Loài này được R.Br. mô tả khoa học đầu tiên năm 1810.